# Antena mikropaskowa

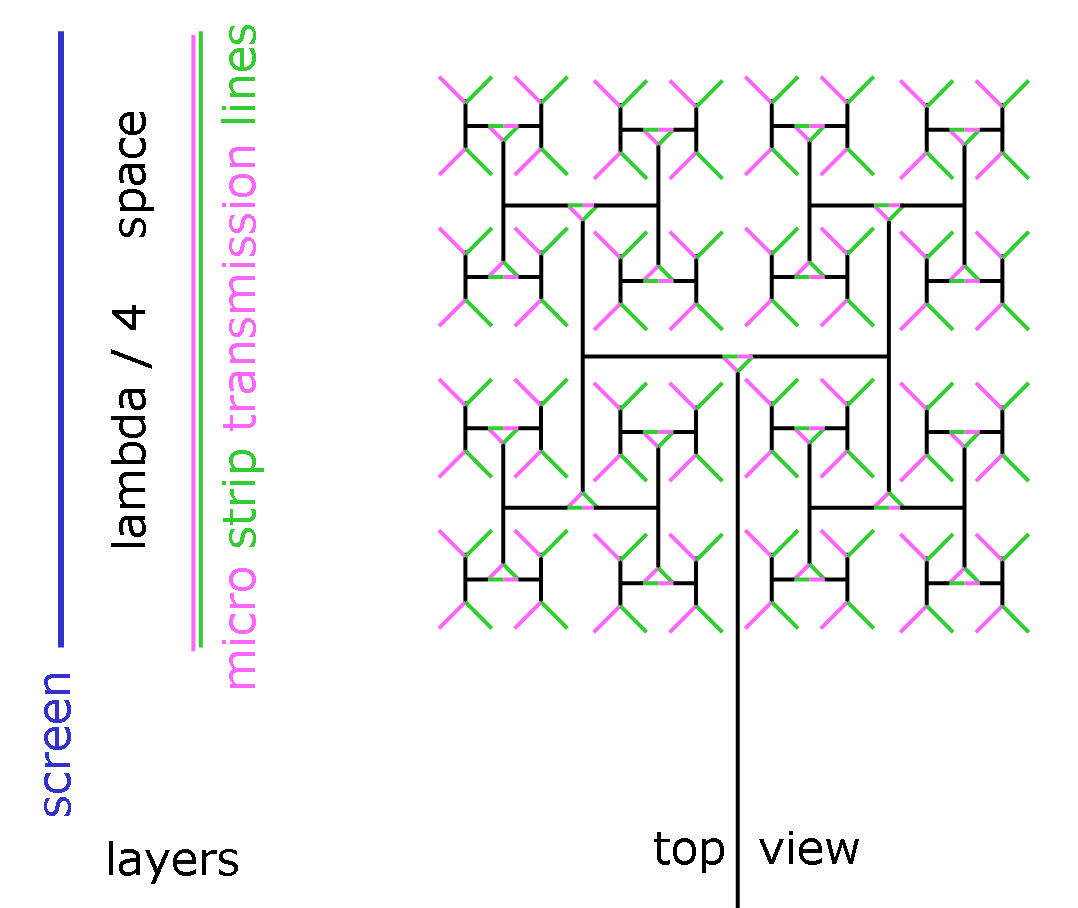
Przykład anteny mikropaskowej

Antena mikropaskowa – antena wykonana przez naniesienie odpowiednio ukształtowanych pasków przewodnika na powierzchnię izolującą, w jednej lub kilku warstwach. Obecnie w technologii mikropaskowej wykonuje się na ogół anteny fraktalne.

## Budowa
Paski, będące antenami dipolowymi, połączone są paskami łączącymi. Długości pasków łączących dobiera się tak, by sygnały z poszczególnych dipoli docierały do punktów wspólnych w fazie, a przez to się wzmacniały. Czas dotarcia sygnału oraz własności dipola zależą od długości fali, dobierając zatem odpowiednio długości dipoli i pasków łączących, można ukształtować zależność czułości anteny od częstotliwości.
Antena ta jest w ostatnim czasie stosowana w niemal wszystkich działach radioelektroniki do nadawania i odbioru fal o długości mniejszej od decymetra.
Anteny mikropaskowe występują w dwóch strukturach: jednowarstwowej i wielowarstwowej. Zastosowanie poszczególnych struktur zależy od przeznaczenia anteny oraz możliwości konstrukcyjnych i technicznych.

## Wady i zalety
Od lat 70. nastąpił gwałtowny rozwój prac badawczych nad antenami mikropaskowymi. Jest to spowodowane ich zaletami:
- małe wymiary, waga i objętość
- niskie koszty produkcji
- łatwa integracja z układami elektronicznymi (częsty element płytek drukowanych)
- możliwość umieszczenia nie tylko na płaskiej powierzchni, ale również na powierzchniach cylindrycznych i kulistych
- prostota wykonania
- możliwość tworzenia dużych układów antenowych

Anteny mikropaskowe mają też i wady, do których można zaliczyć:
- niewielki zysk energetyczny,
- mała szerokość pasma pracy,
- ograniczenia mocy dla anten nadawczych,
- niepożądane promieniowania z obwodów zasilających.

## Zastosowanie
Anteny mikropaskowe wykorzystywane są w wielu dziedzinach. Stosowane są w systemach radiolokacyjnych, telefonii komórkowej, lotniczych systemach nawigacyjnych, radiometrii mikrofalowej oraz systemach antywłamaniowych.